# 美国化学会志
《美国化学会志》（英語：Journal of the American Chemical Society）或称美國化學會期刊、美國化學學會期刊，常用缩写为J. Am. Chem. Soc.和JACS，是美国化学学会发行的学术期刊，于1879年创刊至今。历史上，该期刊吸纳了另外两个期刊：Journal of Analytical and Applied Chemistry（于1893年7月）和American Chemical Journal（于1914年1月）。该期刊涉及化学领域的所有内容。根据ISI的统计数据，JACS是化学领域内被引最多的期刊，其影响因子为14.695（2018年）。目前该期刊的编者是苏黎世联邦理工学院的埃里克·M·卡雷拉。